# لاخابر
لاخابر ((انگلیسی: Lochaber؛ ‎/lɒxˈɑːbər/‎؛ گیلی اسکاتلندی: Loch Abar) نامی است که اینک به مناطقی از اسکاتلند کوهستانی اطلاق می‌شود.
به‌لحاظ تاریخی، این منطقه از دو قصبهٔ کیلمالی و کیلمانیوگ تشکیل شده بود و اینک شهر فورت ویلیام اصلی‌ترین منطقهٔ مسکونی در آن محسوب می‌شود.